# John Monjo

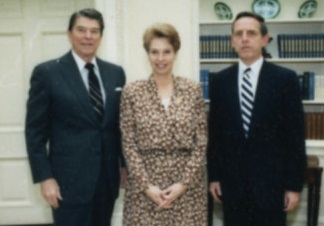
John Monjo (rechts) mit seiner Ehefrau Sirkka Monjo und US-Präsident Ronald Reagan im Oval Office (1987).

John Cameron Monjo (* 17. Juli 1931 in Stamford, Connecticut, Vereinigte Staaten) ist ein US-amerikanischer Diplomat.

## Werdegang
Monjo schloss 1953 mit einem Bachelor of Science ein Studium an der University of Pennsylvania ab. Von 1953 bis 1959 diente er in der United States Navy.
Ab 1957 arbeitete Monjo für den Auswärtigen Dienst. Von 1958 bis 1961 diente er als State Department Political officer im kambodschanischen Phnom Penh. Danach war Monjo mehrere Jahre in Japan: Bis 1962 als State Department Commercial officer in Tokio, von 1964 bis 1965 ebenfalls in Tokio als State Department Economic officer und bis 1967 als Official Political officer beim United States Department of the Army in Naha auf Okinawa. Bis 1969 arbeitet Monjo im Büro für japanische Angelegenheiten des Außenministeriums als Beamter für Internationale Beziehungen. Parallel war er von 1961 bis 1971 beim Untersekretär für politische Angelegenheiten State Department Special Assistant. In Jakarta (Indonesien) war Monjo von 1972 bis 1976 als State Department Political officer und dann in Casablanca (Marokko) State Department Principal officer bis 1978. Dem folgte eine Anstellung als US State Department Country director im für philippinische Angelegenheiten des Außenministeriums (1978–1979).
1979 wurde Monjo stellvertretender Botschafter in Südkorea, von November 1981 bis Februar 1983 Chargé d'Affaires ad interim in der Botschaft in Indonesien, von 1983 bis 1985 Deputy Assistant Secretary im Büro für Ostasien- und Pazifik-Angelegenheiten im Außenministerium und dort von 1987 bis 1989 Senior Deputy Assistant Secretary.
Parallel wurde Monjo von 1987 bis 1989 US-Botschafter in Malaysia. Dem folgte das Botschafteramt in Indonesien. Die Ernennung erfolgte am 22. Mai 1989, seine Akkreditierung übergab er am 31. Mai 1989. Im Januar 1990 reiste Monjo in das von Indonesien besetzte osttimoresische Dili, um Vorwürfe von Folter und Verhaftungen gegen die Besatzungsmacht zu untersuchen. Vor dem Hotel Turismo, in dem sich der Botschafter aufhielt, kam es zu Protesten gegen die indonesische Besatzung. Monjo beendete seinen Dienst in Jakarta am 18. Juli 1992. Sein letztes Amt war der Botschafterposten in Pakistan von 1992 bis 1995.